# Headrush Records
Headrush Records ist ein auf Hip-Hop spezialisiertes Independent-Label und Tonstudio mit Sitz in Düsseldorf. Es wurde Anfang der 1990er Jahre von Roman „Roe Beardie“ Preylowski und Emanuel Rehwald gegründet. Zu Beginn war Headrush als Dienstleister für Künstler wie Fresh Familee und andere tätig. Weitere Produktionen des Studios finden sich auf Sidos erstem Album Maske, der LP Fullhouse von Plattenpapzt und weiteren deutschen Rap-Alben.
Zwischen 2001 und 2010 veröffentlichte der Rapper Olli Banjo als Künstler bei Headrush Records als Label seine Tonträger. Ende der 1990er veröffentlichten darüber hinaus noch die Rapper MC Spontan und SD bei Headrush.
Vertrieb des Labels war Groove Attack. Seit 2010 ist die Website des Labels offline.

## Künstler
- Olli Banjo
- MC Spontan
- SD
- MC Rene[9]

## Diskografie

### Alben
- 2003: Greatest Hits 2000–2003 (MC Spontan)
- 2005: Schizogenie (Olli Banjo)
- 2007: Lifeshow (Olli Banjo)
- 2010: Kopfdisco (Olli Banjo)

### Singles
- 2001: SP 2001 (MC Spontan)
- 2005: Wie ein Schuss EP (Olli Banjo)

### Mixtapes
- 2004: Sparring von Olli Banjo
- 2006: Sparring 2 von Olli Banjo
- 2007: Lost Tapes von Olli Banjo
- 2008: Sparring 3 von Olli Banjo